# Saprosites balthasari
Saprosites balthasari är en skalbaggsart som beskrevs av S. Endrödi 1951. Saprosites balthasari ingår i släktet Saprosites och familjen Aphodiidae. Inga underarter finns listade i Catalogue of Life.